# Alessandra Resende
Alessandra Nobre Resende (ur. 5 marca 1975 w Mauá) – brazylijska lekkoatletka, oszczepniczka. Czterokrotna mistrzyni Ameryki Południowej, dwukrotna złota medalistka mistrzostw ibero-amerykańskich, uczestniczka igrzysk olimpijskich w Pekinie i mistrzostw świata w Osace.

## Kariera
W 1994 roku wywalczyła tytuł mistrzyni Ameryki Południowej do lat 20. Regularne starty w zawodach międzynarodowych rozpoczęła dopiero cztery lata później, od występu na mistrzostwach ibero-amerykańskich, w których wywalczyła 5. miejsce. W 2001 roku otrzymała srebrny medal mistrzostw Ameryki Południowej, dwa lata później to osiągnięcie powtórzyła. W latach 2005–2009 zdobyła po kolei cztery tytuły mistrzyni Ameryki Południowej, natomiast w 2006 i 2008 roku zdobyła złoty medal mistrzostw ibero-amerykańskich. W 2007 roku jedyny raz w karierze wzięła udział w mistrzostwach świata, podczas zmagań rozgrywanych w Osace odpadła w eliminacjach, zajmując w tej fazie 11. miejsce w grupie.
Na igrzyskach olimpijskich w Pekinie uzyskała w eliminacjach wynik 56,53 m osiągnięty w drugiej próbie, z którym uplasowała się na 15. miejscu w grupie i 27. miejscu w gronie wszystkich oszczepniczek (po dyskwalifikacji za doping Mariji Abakumowej w obu klasyfikacjach Brazylijka została przesunięta o jedno miejsce wyżej).

## Osiągnięcia
| Rok     | Zawody                                   | Miasto         | Miejsce | Wynik  |
| ------- | ---------------------------------------- | -------------- | ------- | ------ |
| 1994    | Mistrzostwa Ameryki Południowej juniorów | Santa Fe       | złoto   | 52,52. |
| 1998    | Mistrzostwa ibero-amerykańskie           | Lizbona        | 5.      | 45,99  |
| 1999    | Mistrzostwa Ameryki Południowej          | Bogota         | 4.      | 54,34  |
| 2000    | Mistrzostwa ibero-amerykańskie           | Rio de Janeiro | 5.      | 51,22  |
| 2001    | Mistrzostwa Ameryki Południowej          | Manaus         | srebro  | 50,83  |
| 2002    | Mistrzostwa ibero-amerykańskie           | Gwatemala      | 5.      | 51,86  |
| 2003    | Mistrzostwa Ameryki Południowej          | Barquisimeto   | srebro  | 57,01  |
| 2004    | Mistrzostwa ibero-amerykańskie           | Huelva         | 4.      | 55,23  |
| 2005    | Mistrzostwa Ameryki Południowej          | Cali           | złoto   | 56,06  |
| 2006    | Mistrzostwa ibero-amerykańskie           | Ponce          | złoto   | 55,12  |
| 2006    | Mistrzostwa Ameryki Południowej          | Tunja          | złoto   | 58,11  |
| 2007    | Mistrzostwa Ameryki Południowej          | São Paulo      | złoto   | 57,75  |
| 2007    | Igrzyska panamerykańskie                 | Rio de Janeiro | 5.      | 57,95  |
| 2007    | Mistrzostwa świata                       | Osaka          | 11. H   | 56,42  |
| 2008    | Mistrzostwa ibero-amerykańskie           | Iquique        | złoto   | 56,59  |
| 2008    | Igrzyska olimpijskie                     | Pekin          | 14. H   | 56,53  |
| 2009    | Mistrzostwa Ameryki Południowej          | Lima           | złoto   | 56,36  |
| 2011    | Mistrzostwa Ameryki Południowej          | Buenos Aires   | brąz    | 54,61  |
| Źródło: |                                          |                |         |        |

Osiem razy w karierze otrzymała tytuł mistrzyni Brazylii, w latach 2001-2007 i 2009 roku.

## Rekordy życiowe
Rekord życiowy zawodniczki to 59,58 m i został ustanowiony 17 marca 2007 roku w São Caetano do Sul.